# Gamtofte Sogn

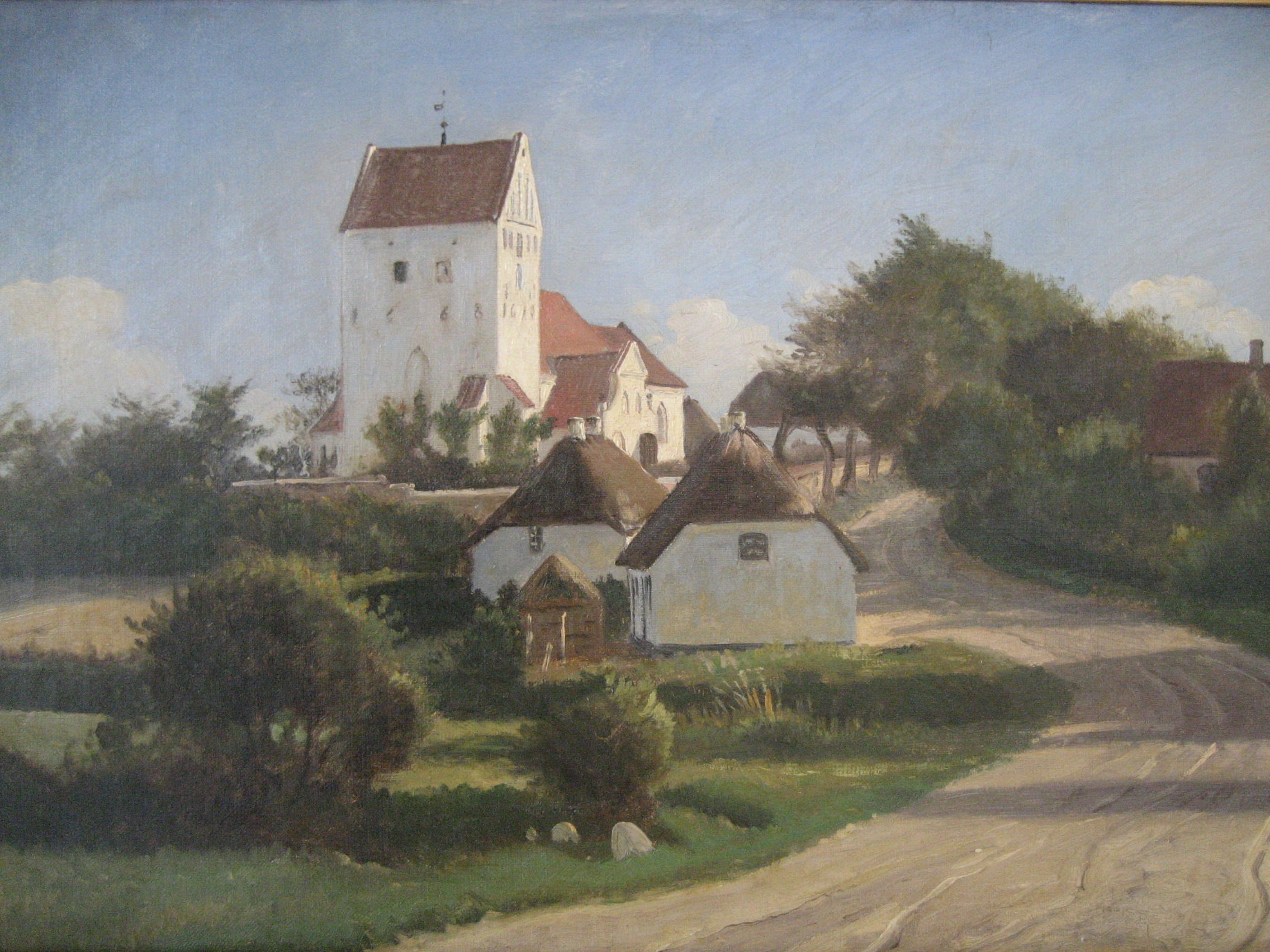
Gamtofte Kirke
Gemälde von Christian Blache (1838–1920)

Gamtofte Sogn ist eine Kirchspielsgemeinde (dän.: Sogn)
auf der Insel Fyn (dt.: Fünen)
im südlichen Dänemark. Bis 1970 gehörte sie zur Harde Båg Herred im damaligen Odense Amt, danach zur Assens Kommune im
Fyns Amt, die im Zuge der  Kommunalreform zum 1. Januar 2007 in der
„neuen“
Assens Kommune in der Region Syddanmark aufgegangen ist.
Im Kirchspiel leben 936 Einwohner (Stand: 1. Januar 2023).
Im Kirchspiel liegt die Kirche „Gamtofte Kirke“ und das Pfarrhaus Gamtofte.
Nachbargemeinden sind im Norden Sandager Sogn, im Nordosten Holevad Sogn und Turup Sogn, im Osten Søllested Sogn, im Südosten Søby Sogn und im Süden Kærum Sogn und Assens Sogn.